# Copa de los Campeones de España
La Copa de los Campeones fue una competición futbolística de carácter amistoso disputada entre los campeones de España de Liga y Copa de la temporada 1939-40, y es el primer precedente de la actual Supercopa de España de Fútbol, coincidiendo también en su formato actual (encuentros de ida y vuelta, el primero en casa del campeón de Copa y el de vuelta en casa del campeón de Liga).

## Historia
La Copa de los Campeones fue un torneo de homenaje para los dos grandes triunfadores de la temporada 1939-40, el Club Atlético-Aviación campeón de la Liga y el RCD Español de Barcelona que había conquistado la Copa del Generalísimo.
Se disputó a doble partido, el primero el 1 de septiembre de 1940 en el Estadio de Sarriá y el segundo el 15 de septiembre de 1940 en el Estadio de Vallecas. La competición fue un gran éxito de público tanto en Madrid como en Barcelona y también tuvo muy buena crítica de la prensa deportiva española.
El Club Atlético de Madrid tiene el honor de contar en sus vitrinas con la primera de las supercopas disputadas en España. Fue campeón como Atlético-Aviación, tras empatar 3-3 en la capital catalana y ganar 7-1 en Madrid. 
Al finalizar el partido de vuelta, el trofeo fue entregado al campeón por el presidente de la Federación Centro.
Posteriormente se celebraron otros torneos en los que se enfrentaban los campeones españoles de ambas competiciones, la benéfica Copa de oro "Argentina" en 1945 y la competición oficial Copa Eva Duarte organizada por la RFEF que tuvo más continuidad (de la temporada 1947-48 hasta la 1952-53), debido al patrocinio de la primera dama argentina junto con el régimen franquista.
El historiador futbolístico Bernardo Salazar, aclara que el proyecto de que los campeones de Liga y Copa se enfrentasen en un partido al finalizar cada temporada fue aprobado por la Federación Española de Fútbol, presidida por Leopoldo García Durán, en la Asamblea de 1936, pero no pudo llevarse a cabo por el estallido de la Guerra Civil. El Athletic Club (Campeón Nacional de Liga 1935-36) y el Madrid FC (Campeón de España 1936) hubiesen sido los dos clubs que se disputasen el nuevo trofeo. La vieja idea resucitó al finalizar la temporada 1939-40, con la guerra ya concluida.

## Clubes participantes
| Bandera de España |  | Club Atlético-Aviación      |  | Campeón de la Primera División de España 1939-1940 |  |
| Bandera de España |  | Real Club Deportivo Español |  | Campeón de la Copa de España 1939-1940             |  |
|                   |  | Se disputan la Copa         |  | correspondiente a la temporada 1940/1941           |  |

## Resultados

### Partido de ida
| 1 de septiembre de 1940 (temporada 1940-1941) | RCD Español de Barcelona                        | 3 : 3 | Club Atlético-Aviación         | Estadio de Sarriá, Barcelona |                            |
|                                               | Martínez Catalá 11' Mas 43' Martínez Catalá 66' |       | 27' Muñoz 33' Muñoz 75' Campos | Árbitro(s): Lorenzo Torres   | Árbitro(s): Lorenzo Torres |

### Partido de vuelta
| 15 de septiembre de 1940        | Club Atlético-Aviación                | 7 : 1 | RCD Español de Barcelona | Estadio de Vallecas, Madrid |                            |
|                                 | Pruden Arencibia Pruden Campos Pruden |       | Martínez Catalá          | Árbitro(s): Lorenzo Torres  | Árbitro(s): Lorenzo Torres |
| Campeón por un global de 10 - 4 |                                       |       |                          |                             |                            |

| Campeón Copa de los Campeones de España 1940-41                  |
| ---------------------------------------------------------------- |
| Club Atlético-Aviación Título en Propiedad (amistoso no oficial) |

| Predecesor: No tiene | Copa de los Campeones de España 1940-1941 | Sucesor: Copa de Oro "Argentina" de 1945-1946 |